# Pistolet Liliput
Conçu et rendu célèbre par l'horloger autrichien Franz Pfannl, Le pistolet Liliput 4,25 mm fait partie des plus petits pistolets semi-automatiques jamais fabriqués (le Kolibri étant souvent désigné comme le plus petit), d'où son nom dérivé de l'île fictive de Lilliput, habitée par un peuple minuscule.
Le Liliput fut fabriqué par Waffenfabrik August Menz à Suhl, en Allemagne, d'environ 1920 à 1927. Menz a également fabriqué un pistolet 6,35mm similaire introduit en 1925 sous le nom de modèle 1, et un pistolet 7,65mm vendu sous le nom de Beholla. La longueur totale du Liliput était de 10,38 centimètres et la longueur du canon était de 4,45 centimètres.
En raison de son calibre de 4,25 mm (connu sous le nom de Liliput calibre 4,25 mm et considérée comme obsolète), c'est l'un des rares pistolets qui puisse être possédé au Royaume-Uni sans permis.
Le Liliput apparaît dans plusieurs romans d'Alistair MacLean, bien qu'il fasse référence à tort à son calibre comme étant « 5,4mm » (original : .21).
Selon un rapport allié, un pistolet Liliput fut remis à certains membres de la force de résistance Werwolf.